# باليديام بوكس
باليديام بوكس (بالإنجليزية: Palladium Books)‏ هي ناشر لألعاب تقمص الأدوار. تأسست في أبريل 1981 في ديترويت. رئيسها الحالي هو مصمم ألعاب الفيديو كيفن سيمبيدا. يقع مقرها حاليا في ويستلاند. من أشهر ألعابها سلسلة ريفتس.

## وصلات خارجية
- الموقع الرسمي